# Lamphun
Lamphun, (thai:  ลำพูน) är en provins (changwat) i norra Thailand. Provinsen hade år 2000 413 299 invånare på en areal av 4 505,9 km². Provinshuvudstaden är Lamphun town.

## Administrativ indelning
Provinsen är indelad 8 distrikt (amphoe). Distrikten är i sin tur indelade i 51 subdistrikt (tambon) och 551 byar (muban). 